# Matej Ferjan
Matej Ferjan, född 5 januari 1977 i Ljubljana i Slovenien, död 22 maj 2011 i Gorzów Wielkopolski i Polen, var en slovensk internationell speedwayförare som körde med ungersk licens. Han vann slovenska mästerskapen fem gånger : 1997, 1998, 1999, 2000 och 2001. Han var ordinarie förare i GP-serien 2001 och 2002.